# 常荫槐公馆旧址
常荫槐公馆为奉系军阀要人，首任黑龙江省政府主席、京奉铁路局局长常荫槐在沈阳的官邸，其旧址位于辽宁省沈阳市大东区天后宫路万寿巷5号。目前，常荫槐公馆旧址被列为辽宁省文物保护单位进行保护。

## 历史沿革
常荫槐公馆建于1924年。常荫槐公馆大楼一直被大东区委党校用作办公用房。2008年10月27日，常荫槐公馆旧址被列为第三批沈阳市文物保护单位。2014年10月17日，公馆旧址被列为第九批辽宁省文物保护单位。

## 建筑
常荫槐公馆大楼建筑坐北朝南，占地3295平方米，建筑面积1696平方米。公馆院落主楼、门房、院墙、影壁墙等组成。院落大门设有三个卷拱式的门道，其中中门为仿古牌坊式歇山顶。公馆院内设有花坛、假山、喷泉。公馆主楼正中大门前檐半圆形抱厦，挺立4根水泥圆柱，圆柱上端饰浮雕花叶。